# Agrotis montana
Agrotis montana är en fjärilsart som beskrevs av Igor Kozhanchikov 1928. Agrotis montana ingår i släktet Agrotis och familjen nattflyn. Inga underarter finns listade i Catalogue of Life.